# 阿茜雅·阿里夫
阿茜雅·阿里夫（1961年5月27日—），马来西亚政治人物，巫统柔佛州联委会妇女组主席，巫统哥打丁宜区部妇女组主席。曾经于1999年至2004年担任马来西亚柔佛州议会素里里州议员、2004年至2018年担任柔佛州议会旧柔佛州议员，以及2008年至2013年担任柔佛州郊外发展及文化常务委员会主席。

## 政治生涯
在2008年马来西亚大选，阿茜雅代表国阵参加竞选旧柔佛州议席并赢得该议席。她被委任为郊外发展及文化常务委员会主席。

## 政党职务

### 妇女组柔佛州主席
阿茜雅被委任为巫统柔佛州联委会妇女组主席。

## 选举成绩
| 年份 | 选区       | 候选人 | 候选人         | 得票数 | 得票率 | 竞选对手 | 竞选对手               | 得票数 | 得票率 | 总票数 | 多数票 | 投票率 |
| ---- | ---------- | ------ | -------------- | ------ | ------ | -------- | ---------------------- | ------ | ------ | ------ | ------ | ------ |
| 1999 | N29 素里里 |        | 阿茜雅（巫统） | 17,481 | 84.09% |          | 阿都拉沙哈丹（回教党） | 3,307  | 15.91% | 21,549 | 14,174 | 77.30% |
| 2004 | N37 旧柔佛 |        | 阿茜雅（巫统） | 10,039 | 91.04% |          | 莫奈哈山（回教党）     | 988    | 8.96%  | 11,219 | 9,051  | 74.10% |
| 2008 | N37 旧柔佛 |        | 阿茜雅（巫统） | 8,668  | 78.58% |          | 卡玛丁达希（回教党）   | 2,363  | 21.42% | 11,259 | 6,305  | 75.06% |
| 2013 | N37 旧柔佛 |        | 阿茜雅（巫统） | 10,769 | 74.19% |          | 卡玛丁达希（伊斯兰党） | 3,747  | 25.81% | 14,770 | 7,022  | 86.20% |

## 个人荣誉
- 马来西亚：
  -  护国有功成员勋章（AMN）（2003年）[3]
  -  联邦护国丞官勋章（KMN）（2015年）[3]
  -  联邦王冠效忠功臣勋章（JSM）（2022年）[3]
- 柔佛：
  -  二级柔佛苏丹依布拉欣奖章（银）（PSI II）（2015年）[4]

## 备注
1. ↑  罗斯利里原在国阵巫统旗下胜选，但喜来登政变后退出巫统成为独立议员，之后加入土团党。2022年3月7日，罗斯利里退出土团党，重返巫统。